# Parafia Matki Bożej Różańcowej w Serocku
Parafia Matki Bożej Różańcowej w Serocku – parafia rzymskokatolicka, znajdująca się w diecezji pelplińskiej, w dekanacie Koronowo.